# Chłędowski-Pfaffenhoffen

Herb według Ostrowskiego

Chłędowski-Pfaffenhoffen − polski herb szlachecki, baronowska odmiana herbu Bończa.

## Opis herbu
Opis z wykorzystaniem klasycznych zasad blazonowania:
W polu błękitnym jednorożec srebrny, wspięty, o rogu, grzywie i kopytach złotych. Nad tarczą korona baronowska, siedmiopałkowa, a nad nią hełm w koronie, z którego klejnot: jednorożec jak w tarczy, wspięty, na wprost. Labry błękitne, z prawej podbite srebrem, z lewej złotem. Dewiza: na wstędze błękitnej złotymi zgłoskami: "FORTITER ET CANDIDE" (łac. "Mocno i szczerze").
Taki herb oryginalnie nadano w roku 1884. Juliusz Karol Ostrowski przytoczył wersję złożoną tego herbu:
Na tarczy dzielonej w krzyż, w polach I i III, błękitnych, jednorożec srebrny, wspięty, w polach II i IV złotych, mnich w sukni czarnej, z głową odkrytą, trzymający w wyciągniętej prawicy księgę otwartą, lewicę na piersi. Nad tarczą korona baronowska, siedmiopałkowa, nad którą dwa hełmy z klejnotami: z prawej pół jednorożca jak w godle, w lewo, z lewej pół mnicha jak w godle. Labry na hełmie prawym błękitne, podbite srebrem, na hełmie lewym czarne, podbite złotem.

## Najwcześniejsze wzmianki
Nadany z galicyjskim tytułem baronowskim 26 grudnia 1884 (dyplom wydany 6 lutego 1885) braciom Ludwikowi Ottonowi i Kazimierzowi Aleksandrowi von Pfaffenhoffen-Chłędowskim. Wniosek został przedłożony przez matkę petentów - Idę (1818-1906). Była ona przybraną córką ostatniego hrabiego Pfaf von Pfaffehoffen - Franciszka Szymona a jednocześnie synową Adama Tomasza Chłędowskiego, polskiego biografa i publicysty. Uzasadnieniem było między innymi, że wraz z Franciszkiem Szymonem miała wygasnąć rodzina Pfaf, więc nadanie tytułu z rozszerzeniem nazwiska, miało zapobiec wygaśnięciu nazwiska Pfaf von Pfaffenohoffen. 1 lutego 1902, Ludwik otrzymał certyfikat swego tytułu.
Herb jaki Ostrowski przypisał tej rodzinie, jest połączeniem herbów Bończa Chłędowskich i własnego rodziny Pfaf, który przedstawiał czarnego mnicha na złotym polu. Informacja ta jest podana między innymi za Borkowskim, który pisze, że w 1884 rodzina oprócz tytułu, uzyskała prawo do herbu Pfaf.

## Herbowni
Jedna rodzina herbownych:
freiherr von Pfaffenhoffen-Chłędowski.
- Kazimierz Pfaffenhoffen-Chłędowski